# Emmanuel Ogu
Pour les articles homonymes, voir Ogu.
Emmanuel Ogu, né le 25 février 1964, est un taekwondoïste nigérian.

## Carrière
Emmanuel Ogu est médaillé d'argent dans la catégorie des moins de 54 kg aux Jeux africains de 1991 au Caire et médaillé de bronze dans cette même catégorie aux Jeux mondiaux de 1993 à La Haye.